# Крымское газовое месторождение
Кры́мское га́зовое месторожде́ние — газовое месторождение в Крыму, относится к Причерноморско-Крымской нефтегазоносной области.

## Характеристика
Крымское газовое месторождение лежит на шельфе Чёрного моря в Северо-Крымской тектонической зоне Каркинитско-Северо-Крымского прогиба. Месторождение приурочено к пологой брахиантикинали субширотного пролегания. Структура была выявлена в 1964 году, разведана в 1974—1976 и 1981—1982 годах. Газоносные алевролиты принадлежат к среднему майкопу. Залежи пластовые, сводчастые. Продуктивные интервалы 859—874 м и 868—882 м. Начальные добываемые запасы категорий А+В+С1 — 650 млн м³.